# Угловатъёган
Угловатъёган (устар. Угловат-Юган) — река в Шурышкарском районе Ямало-Ненецкого АО. Образуется слиянием левого истока Айугловатъёган и правого — Унугловатъёган, устье реки находится в 26 км по правому берегу протоки Кушеватская Большой Оби. Длина реки составляет 76 км.

## Данные водного реестра
По данным государственного водного реестра России относится к Нижнеобскому бассейновому округу, водохозяйственный участок реки — Обь от впадения реки Северная Сосьва до города Салехард, речной подбассейн реки — бассейны притоков Оби ниже впадения Северной Сосьвы. Речной бассейн реки — (Нижняя) Обь от впадения Иртыша.